# Mineralogija
Mineralogija je znanstvena veda, panoga geologije, ki se ukvarja s preučevanjem kemije, kristalne strukture in fizikalnih lastnosti (vključno z optičnimi) mineralov. Konkretne študije se ukvarjajo s procesi izvora in nastanka mineralov, njihovo klasifikacijo in geografsko porazdelitvijo, pa tudi uporabnostjo.
Znanstvenik, ki deluje na področju mineralogije, je mineralog.